# Тейлор-Гордон, Ханна
Ха́нна Те́йлор-Го́рдон (англ. Hannah Taylor-Gordon; 6 марта 1987, Лондон, Англия, Великобритания) — английская актриса

 и кастинг-директор. Номинантка на премию «Золотой глобус» (2002) в номинации «Лучшая женская роль (мини-сериал или телефильм)» за роль Анны Франк в мини-сериале «Анна Франк: вся история» (2001).

## Биография и карьера
Ханна Тейлор-Гордон родилась 6 марта 1987 года в Лондоне (Англия, Великобритания) в семье медиа-предпринимателя Эндрю Гордона и домохозяйки Клэр Гордон, став старшей из восьми детей в семье. У неё есть пять братьев и две сестры, в порядке рождения: Талия (род. 1990), Алекзандер (род. 1993), Лео (род. 1996), Феликс (род. 2000), Мила-Блейз, Кассиан и Люк. Её двоюродный брат — актёр Бенедикт Камбербэтч.
Тейлор-Гордон начала актёрскую карьеру в четырёхлетнем возрасте. Она дебютировала в фильме 1993 года «Дом духов».
Она наиболее известна своей ролью Анны Франк в телевизионном мини-сериале «Анна Франк: вся история», за которую она получила номинации на «Эмми» и «Золотой глобус».
Она изучала историю искусств и итальянский язык в Университетском колледже Лондона и обучалась в Нью-Йоркской актёрской школе театрального и кинематографического института им. Ли Страсберга в 2008 году. В 2012 году окончила Лондонскую академию музыкального и драматического искусства.
Сейчас живёт на два дома в Лос-Анджелесе и Лондоне. Любит читать и увлекается теннисом и верховой ездой.

## Избранная фильмография
| Год  |    | Русское название               | Оригинальное название       | Роль                                     |
| ---- | -- | ------------------------------ | --------------------------- | ---------------------------------------- |
| 1993 | ф  | Дом духов                      | The House of the Spirits    | Бланка в детстве                         |
| 1994 | ф  | Четыре свадьбы и одни похороны | Four Weddings and a Funeral | Маленькая подружка невесты - свадьба два |
| 1994 | ф  | Франкенштейн Мэри Шелли        | Mary Shelley's Frankenstein | Элизабет в детстве                       |
| 1999 | ф  | Мэнсфилд-парк                  | Mansfield Park              | Фанни в детстве                          |
| 1999 | ф  | Якоб-лжец                      | Jakob the Liar              | Лина                                     |
| 2014 | ф  | Джек Райан: Теория хаоса       | Jack Ryan: Shadow Recruit   | Сара                                     |
| 2016 | ки | Homefront: The Revolution      | Homefront: The Revolution   | Дана Мур                                 |
| 2016 | мс | Близко к врагу                 | Close to the Enemy          | Медсестра Каллен                         |